# 코비란 바레캇 코로나19 백신
코비란 바레캇 코로나19 백신은 이란에서 개발한 코로나19 백신이며 현재 긴급사용승인 되었다.

## 예방률
예방률은 임상 2상에서 93.5%로 확인되었으며 현재 예방률이 확인된 백신중 6번째로 높은 예방률이다.

## 같이 보기
- 이란의 코로나19 범유행